# 阿珀普里克利阿什 (肯塔基州)
阿珀普里克利阿什（英語：Upper Prickly Ash）是位於美國肯塔基州巴斯縣的一個非建制地區。

## 地理
阿珀普里克利阿什所處的海拔為高於海平面269米（即883英呎），而該地所採用的時區為UTC-5，即北美東部時區（EST）。同時該地設有夏令時間，為UTC-5調快一小時，即UTC-4（EDT）。